# Baseodiscus maculosus
Baseodiscus maculosus är en djurart som tillhör fylumet slemmaskar, och som först beskrevs av Heinrich Bürger 1895.  Baseodiscus maculosus ingår i släktet Baseodiscus och familjen Valenciniidae. Inga underarter finns listade i Catalogue of Life.